# Tagua aporema
Tagua aporema är en kräftdjursart som beskrevs av Lowry och Fenwick 1983. Tagua aporema ingår i släktet Tagua och familjen Melitidae. Inga underarter finns listade i Catalogue of Life.